# 최혜라
최혜라(1991년 5월 20일~)는 대한민국의 수영 선수이다.
방산중학교에 재학 중이던 2005년 3월 동아 수영 대회 여중부 접영 200m에서 2분11초11로 한국 신기록을 세우며 우승했다. 이후 소년 체전 4관왕에 오르며 차세대 스타로 주목받으며 국가 대표로 발탁되어, 2006년 아시안게임 접영 200m에서 은메달을 땄다. 2010년 제 91회 전국체육대회에서 한국신기록 2개를 세우며 이주형과 함께 MVP에 올랐다. 약 1개월 뒤에 열린 2010년 아시안 게임 접영 200m에서 동메달을 땄다.

## 주요 대회 성적
| 날짜             | 종목                           | 대회                                         | 장소   | 순위 | 기록    | 기타                              |
| ---------------- | ------------------------------ | -------------------------------------------- | ------ | ---- | ------- | --------------------------------- |
| 2005년 3월 30일  | 접영 200m                      | 제77회 동아 수영 대회(여중부 결선)           | 제주   | 1위  | 2:11.11 | 한국신기록 (종전, 조희연 2:11.34) |
| 2006년 6월 17일  | 접영 200m                      | 제35회 전국소년체육대회(여중부 결선)         | 울산   | 1위  | 2:10.72 | 한국신기록 (종전,최혜라 2:11.11)  |
| 2006년 12월 4일  | 접영 200m                      | 2006년 아시안 게임                           | 도하   | 2위  | 2:09.64 | 한국신기록 (종전,최혜라 2:10.32)  |
| 2007년 8월 22일  | 접영 200m                      | 2007년 일본 국제 수영 대회 예선(프레 올림픽) | 지바   | 3위  | 2:09.49 | 한국신기록 (종전,최혜라 2:09.64)  |
| 2007년 8월 22일  | 접영 200m                      | 2007년 일본 국제 수영 대회 결선(프레 올림픽) | 지바   | 8위  | 2:09.46 | 한국신기록 (종전,최혜라 2:09.49)  |
| 2007년 10월 10일 | 개인혼영 200m 여자 고등부 결승 | 제88회 전국체육대회                          | 광주   | 1위  | 2:16.09 |                                   |
| 2007년 10월 12일 | 접영 200m 여자 고등부 결승     | 제88회 전국체육대회                          | 광주   | 1위  | 2:09.03 | 한국신기록 (종전, 최혜라 2:09.46) |
| 2008년 8월 11일  | 개인혼영 200m 예선             | 베이징 올림픽                                | 베이징 | 26위 | 2:15.26 | 한국신기록 (종전, 조희연 2:15.95) |
| 2008년 10월 12일 | 접영 200m 여자 고등부 결승     | 제89회 전국체육대회                          | 목포   | 1위  | 2:07.85 | 한국신기록 (종전, 최혜라 2:09.03) |
| 2008년 10월 15일 | 접영 100m 여자 고등부 결승     | 제89회 전국체육대회                          | 목포   | 1위  | 59.89   | 한국신기록 (종전, 신해인 59.93)   |
| 2009 10월 22일   | 접영 200m 여자 고등부 결승     | 제90회 전국체육대회                          | 대전   | 1위  | 2:07.51 | 한국신기록 (종전, 최혜라 2:07.85) |
| 2009년 10월 24일 | 개인혼영 200m 여자 고등부 결승 | 제90회 전국체육대회                          | 대전   | 1위  | 2:14.20 | 한국신기록 (종전, 최혜라 2:15.17) |
| 2010년 10월 8일  | 접영 200m 여자 일반부 결승     | 제91회 전국체육대회                          | 창원   | 1위  | 2:07.22 | 한국신기록 (종전, 최혜라 2:07.51) |
| 2010년 10월 10일 | 개인혼영 200m 여자 일반부 결승 | 제91회 전국체육대회                          | 창원   | 1위  | 2:12.89 | 한국신기록                        |
| 2010년 10월 10일 | 계영 800m 여자 일반부 결승     | 제91회 전국체육대회                          | 창원   | 1위  | 8:18.51 |                                   |
| 2010년 11월 15일 | 접영 200m 여자 결승            | 2010년 아시안 게임                           | 광저우 | 3위  | 2:08.39 |                                   |